# دوشان ساویچ
دوشان ساویچ (سیریلیک صربی: Душан "Дуле" Савић؛ زادهٔ ۱ ژوئن ۱۹۵۵) بازیکن فوتبال اهل یوگسلاوی بود.
از باشگاه‌هایی که در آن بازی کرده‌است می‌توان به باشگاه فوتبال اسپورتینگ خیخون، باشگاه فوتبال کن، باشگاه فوتبال لیل، و باشگاه فوتبال ستاره سرخ بلگراد اشاره کرد.
وی همچنین در تیم ملی فوتبال یوگسلاوی بازی کرده‌است.